# Salacca
Salacca is de botanische naam van een geslacht binnen de palmenfamilie (Palmae of Arececeae). Het geslacht bestaat uit ruim anderhalf dozijn soorten in Zuidoost-Azië.
De bekendste soort is de salak (Salacca zalacca, synoniem: Salacca edulis), waarvan de naar ananas smakende vruchten worden gegeten in Zuidoost-Azië. Ook de rakumsalak (Salacca wallichiana) wordt gekweekt voor zijn vruchten.